# Angūlvar
Angūlvar (persiska: انگولور) är en ort i Iran.   Den ligger i provinsen Gilan, i den nordvästra delen av landet, 210 km nordväst om huvudstaden Teheran. Angūlvar ligger 338 meter över havet och antalet invånare är 126.
Terrängen runt Angūlvar är huvudsakligen kuperad, men åt sydost är den bergig. Runt Angūlvar är det ganska tätbefolkat, med 155 invånare per kvadratkilometer. Närmaste större samhälle är Sīāhkal, 10,3 km norr om Angūlvar. I omgivningarna runt Angūlvar växer i huvudsak blandskog.